# BTD (航空機)
XSB2D / BTD デストロイヤー
飛行するBTD-1 04963号機
(1944年6月25日撮影)
- 用途：急降下爆撃機、雷撃機
- 分類：艦上爆撃機
- 設計者：エドワード・ヘンリー・ハイネマン
- 製造者：ダグラス・エアクラフト社
- 運用者： アメリカ海軍
- 初飛行：1943年4月8日
- 生産数：30機
- 運用開始：1944年
- 退役：1945年
- 運用状況：退役
- 原型機：SBD ドーントレス

BTD デストロイヤー（Douglas BTD Destroyer ）は、アメリカ合衆国のダグラス社が開発し、第二次世界大戦中にアメリカ海軍が短期間運用した艦上爆撃機である。
愛称の「デストロイヤー (Destroyer)」は破壊者の意である。当初はXSB2D デストロイヤーとして開発されていた。

## 概要
1940年から建造を開始した新型航空母艦に搭載させる爆撃機として、ダグラス社は海軍よりXSB2Dとして1941年6月に発注を受けた。ダグラス社ではエド・ハイネマンを主任設計者として単発、複座・前輪式の爆撃機の試作に着手した。この機体は、アメリカ海軍の艦上機としては初めて層流翼を採用し、前輪式の機体に爆弾倉のスペースを確保するため逆ガル式の主翼を有した。
しかし、試作機の製作が遅れ、完成した機体が初飛行したのは1943年4月のことであった。その直後、海軍は艦上急降下爆撃機と艦上攻撃機の役割を統合した、新しい艦上爆撃機の構想を打ち出した。これは、後部の防御用武装を廃止して単座の機体とするというもので、海軍はXSB2Dをこの仕様に改めることを条件に、BTD-1として345機発注した。

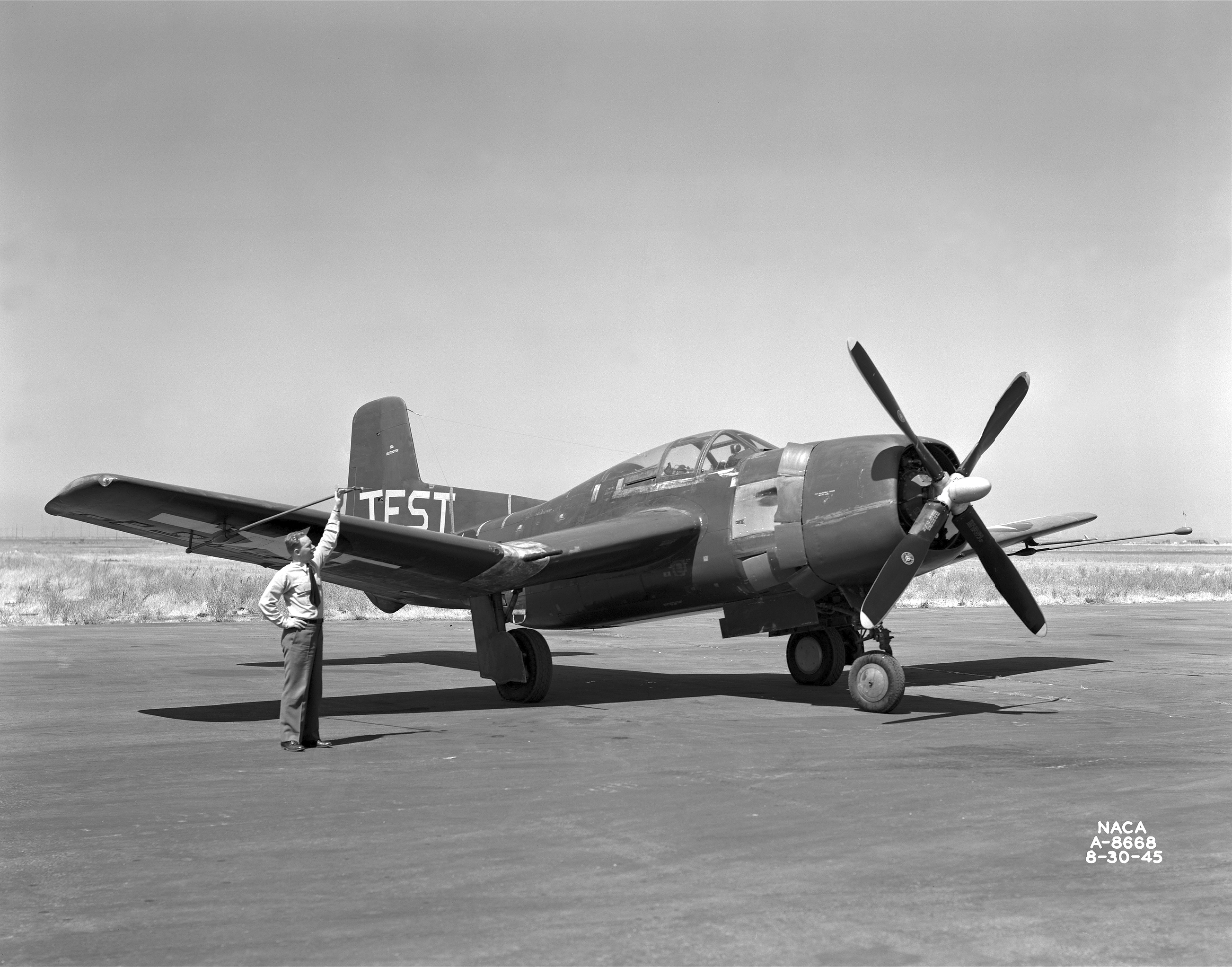
単座仕様に改修されたBTD-1
NACA（アメリカ航空諮問委員会）にてテストに用いられた機体（BuNo.04968）

ダグラス社では、製作中だったXSB2Dの2号機を単座仕様に改めるとともに、量産機の開発に着手した。単座化にあたっては、コクピットを単座用に整形した他、尾翼形状の改修などが行われた。BTDの1号機は1944年3月に初飛行した。
しかし、この頃、ダグラス社では同じくエド・ハイネマンの設計による新艦上爆撃機「XBT2D」（後のADスカイレイダー）の開発に着手しており、海軍も太平洋戦争の結果が見えつつあったことと、BTD自体の操縦性があまり良くなく艦上での運用が難しいと予想されることから、量産発注は25機のみとし、残りはキャンセルとなった。生産機は、訓練や試験に細々と運用された。
これとは別に、BTDをレシプロエンジンに加えてジェットエンジンを搭載し混合動力化した機体の開発も行われ、XBTD-2と名付けられた。これは1944年5月に初飛行に成功したが、ジェットエンジンを使用しない時は350km/h以下の速度しか出ない上、ジェットエンジンを搭載していることによる速度の増加がほとんど見込めず、他にも問題も多かったため、計画は破棄された。

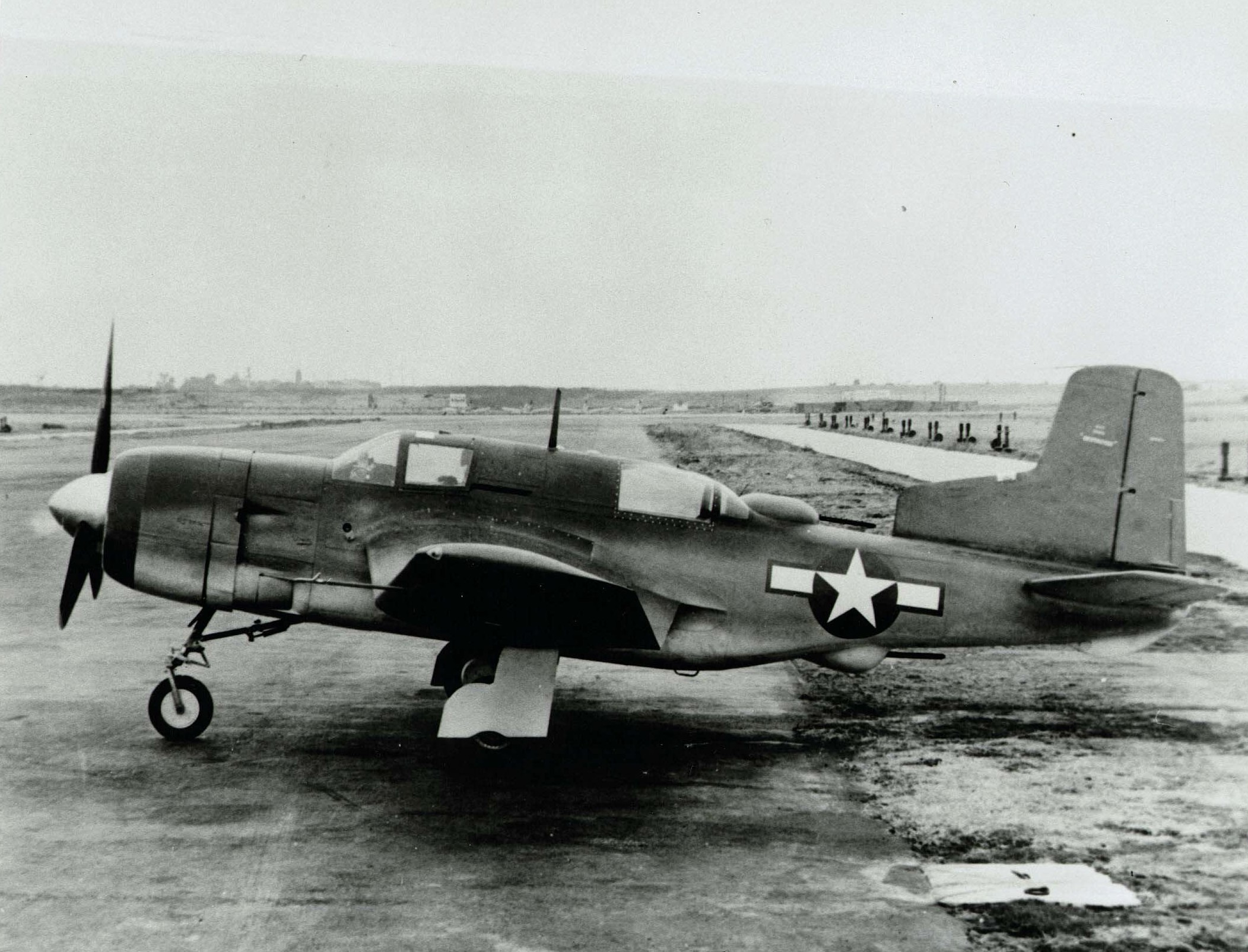
真横からのXSB2D（BuNo.03551）
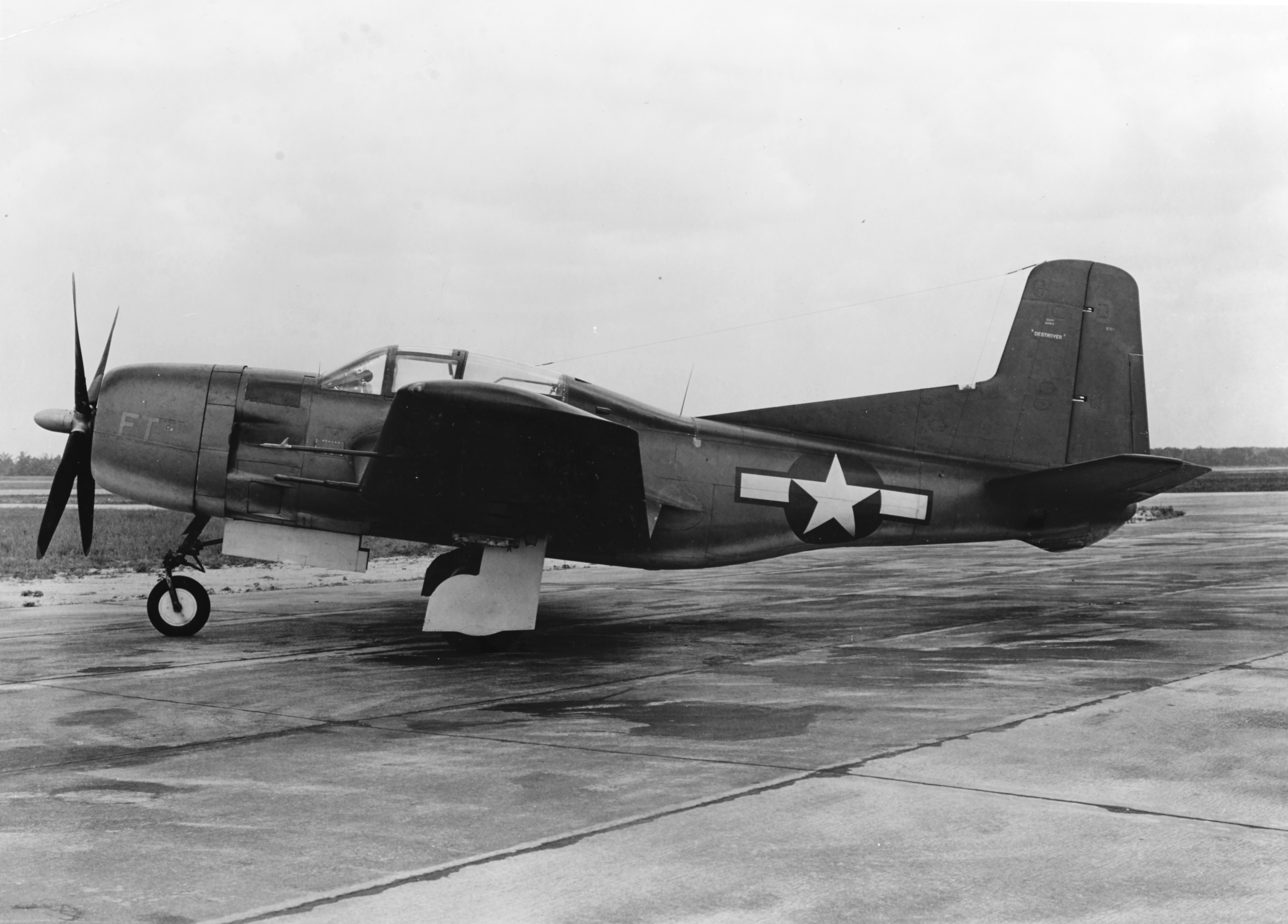
真横からのBTD-1（BuNo.04963） XSB2Dに比べ後部の防御機銃と後部座席がないことがわかる

## 諸元
BTD-1
- 全長：11.76m
- 全幅：14.64m
- 全高：5.05m
- 自重：5,851kg
- 全備重量：8,618kg
- エンジン：ライト R-3350-14 空冷星型18気筒 2,300hp
- 乗員：1名
- 武装：魚雷・爆弾など最大1,905kg、20mm機関砲×2
- 最大速度：554km/h
- 航続距離：2,380km

## 現存する機体
| 型名  | 番号 | 機体写真 | 国名                  | 所有者                                     | 公開状況 | 状態     | 備考 |
| ----- | ---- | -------- | --------------------- | ------------------------------------------ | -------- | -------- | ---- |
| BTD-1 | 4959 |          | アメリカ ジョージア州 | ヒックスソン・ミュージアム・オブ・フライト | 公開     | 静態展示 |      |

## 登場作品

### ゲーム
『War Thunder』
アメリカツリーにおける課金機体としてBTD-1が登場する。
『World of Warships』
空母に搭載可能な艦上爆撃機の一つとしてBTD-1が登場する。
『戦艦少女R』
レキシントン級航空母艦「レキシントン」「サラトガ」の初期装備としてBTD-1が登場する。
『アズールレーン』
上記と同様に「レキシントン」「サラトガ」の初期装備としてBTD-1が登場している。